# 贝利尼厄
贝利尼厄（法語：Béligneux，法語發音：[beliɲø]）是法国东部安省的一个市镇，属于布雷斯地区布尔格区。

## 地理
贝利尼厄（45°51'8"N, 5°7'44"E）面积13.3 平方千米，位于法国奥弗涅-罗讷-阿尔卑斯大区安省，该省份为法国东部省份，北起汝拉省，西北接索恩-卢瓦尔省，西接罗讷省和里昂大都会，南至伊泽尔省，东与萨瓦省、上萨瓦省和瑞士接壤。
与贝利尼厄接壤的市镇（或旧市镇、城区）包括：巴朗、圣克里斯托夫堡、布雷索勒、佩鲁日、圣让德尼奥斯特、圣莫里斯德古尔当。

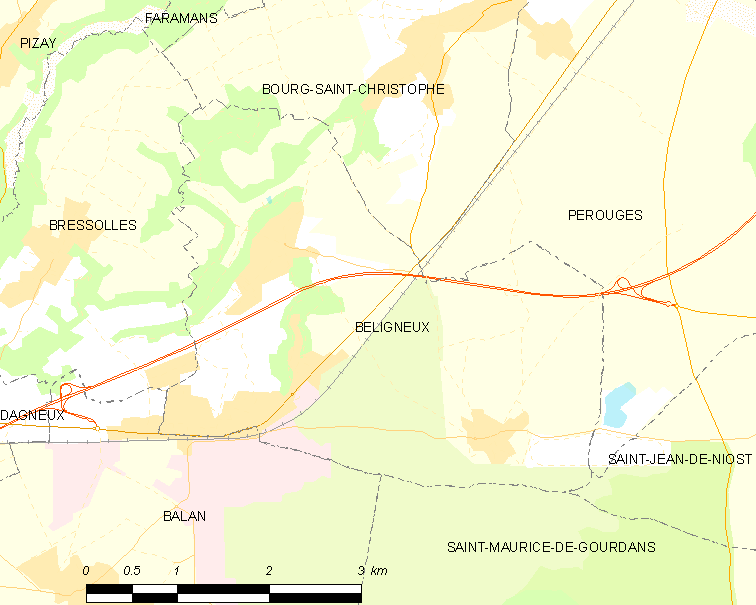
贝利尼厄的OSM定位图

贝利尼厄的时区为UTC+01:00、UTC+02:00（夏令时）。

## 行政
贝利尼厄的邮政编码为01360，INSEE市镇编码为01032。

## 政治
贝利尼厄所属的省级选区为梅克西米约县。

## 人口

1962-2008年间贝利尼厄人口变化图示

贝利尼厄于2022年1月1日时的人口数量为3484人。